# Vietnamesische Küche

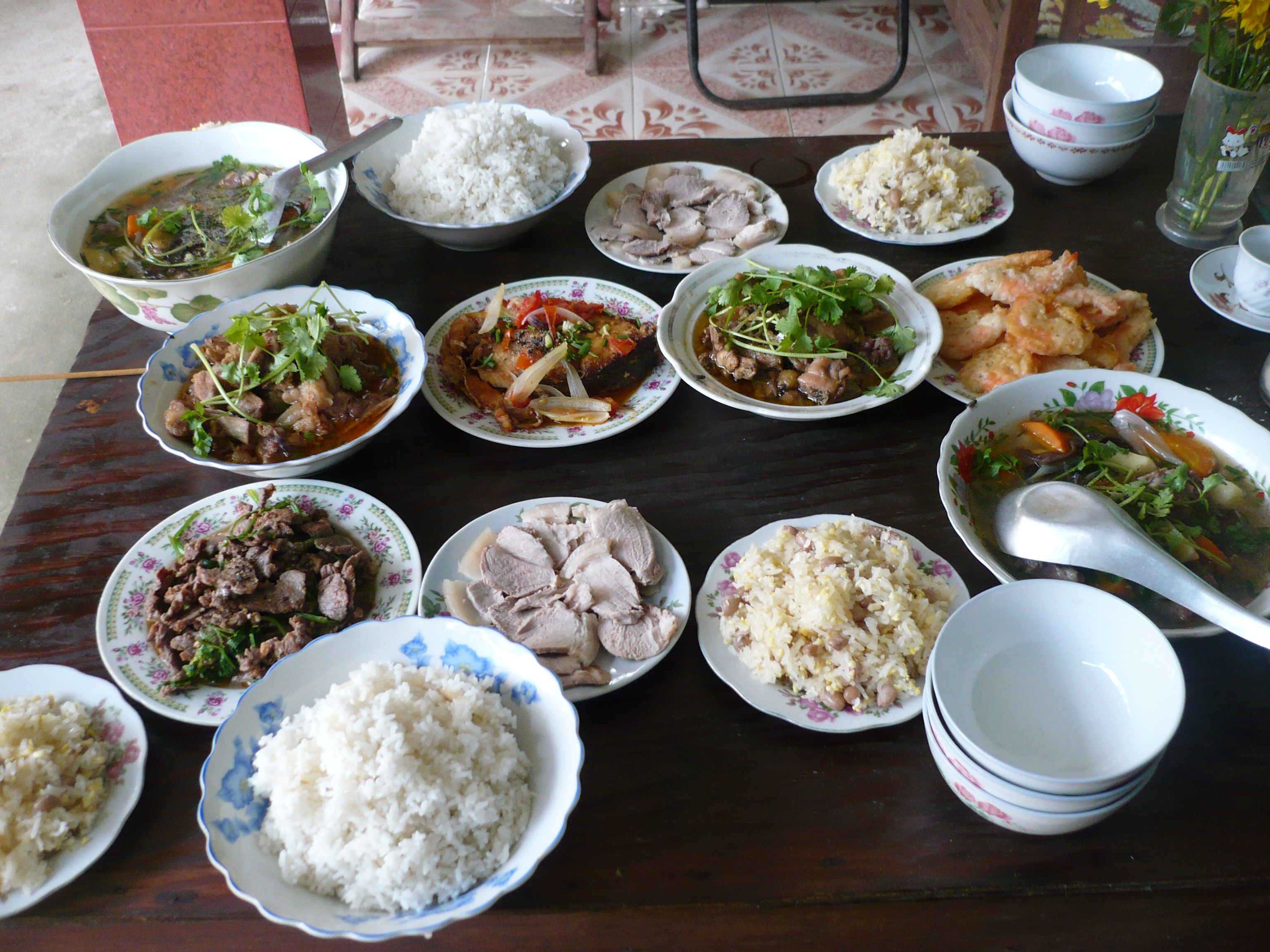
Verschiedene vietnamesische Gerichte

Als vietnamesische Küche wird die eigenständige und vielseitige Kochtradition Vietnams bezeichnet, die zahlreiche typische Gerichte hervorgebracht hat. Sie ist historisch bedingt stark von der chinesischen Küche beeinflusst und weist im Süden Vietnams auch Einflüsse der Thai-, der Khmer- sowie der Indischen Küche auf. Darüber hinaus hat der Buddhismus zu einer reichhaltigen Vielfalt veganer und vegetarischer Gerichte beigetragen. Kennzeichnend ist vor allem die große Anzahl der möglichen Zutaten.
Trotz erbitterter nationaler Befreiungskriege und vehementer Abwehr fremdländischer Einflüsse hat die vietnamesische Bevölkerung viele westliche Gebräuche der ehemaligen Kolonialmächte beibehalten, darunter Baguettes, Croissants und Kaffee, die von den Franzosen eingeführt und in abgewandelter Form übernommen wurden.
Als Grundnahrungsmittel werden in Vietnam Reis und Reisnudeln und eine große Anzahl verschiedener Gemüse gegessen. Fisch und Fleisch spielen in der Massenernährung eine untergeordnete Rolle. Eine historische Besonderheit ist hingegen die Vielzahl der möglichen Fleischgerichte, die fast alle genießbaren Tiere und einige Insektenarten einschließt. In Vietnam sind Speisetabus – anders als in vielen nationalen Kochtraditionen – weitgehend unbekannt. Es gibt sie jedoch unter den Buddhisten. Gewürze werden vielseitig verwendet, jedoch weniger scharf als in der angrenzenden thailändischen oder indischen Küche.

## Gerichte

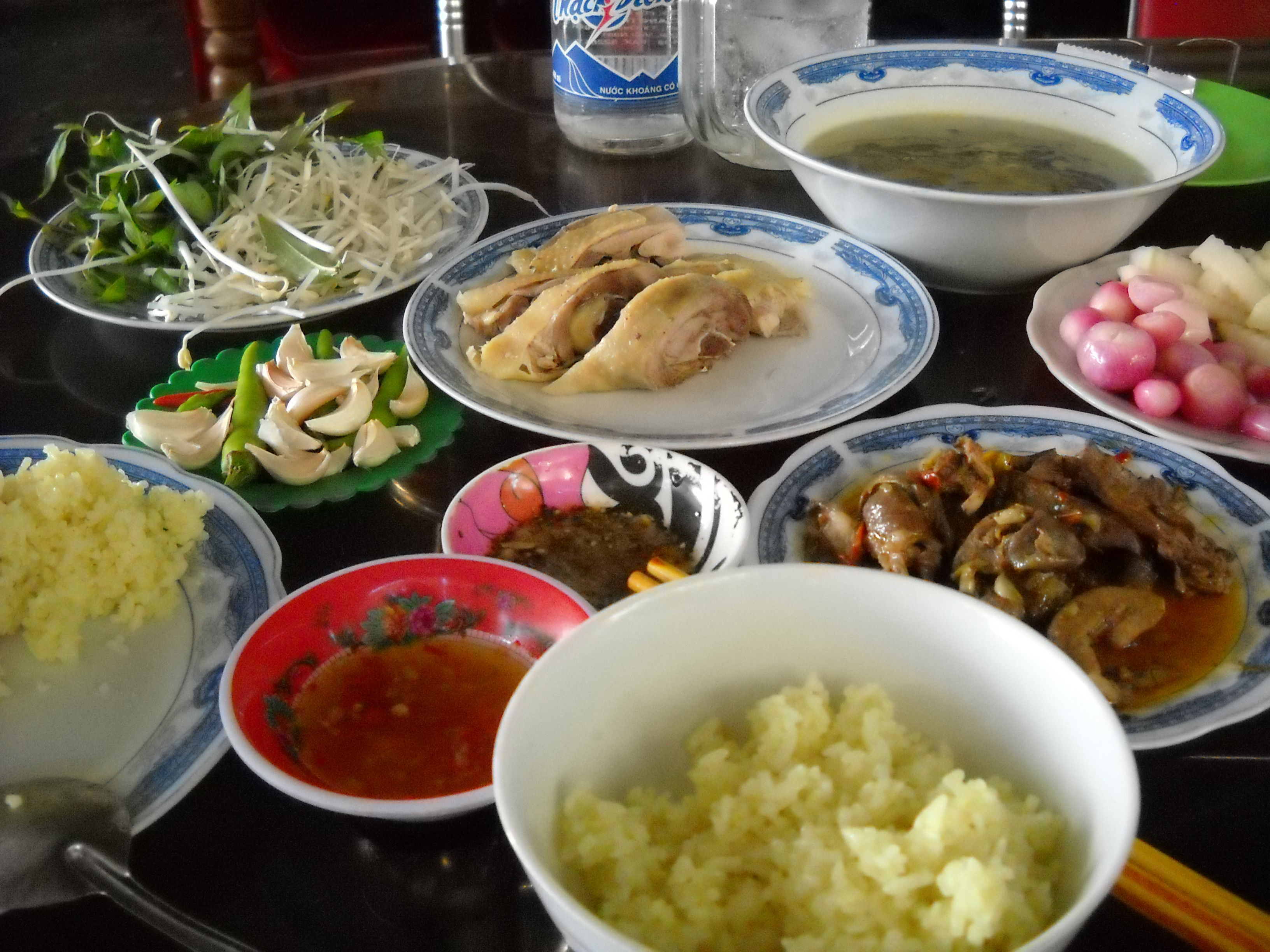
Cơm gà

Vietnamesische Gerichte werden typischerweise außerordentlich heiß, aber kurz gebraten, auf Pfannen mit hohem offenem Feuer (Wok) zubereitet. Sie sind meist oberflächlich geröstet und innerlich gegart. Gaskocher, aber auch angeblasene Holzkohlefeuer sind noch im ländlichen und städtischen Bereich gebräuchliche Heizquellen. Es lassen sich fast alle festen Speisen, darunter Nudeln, Gemüse, Obst und Fleisch rösten, frittieren oder kurz anbraten. Suppengrundlagen und Sude werden oft mehrere Tage vorgehalten, jedoch den Zulagen sehr heiß (sprudelnd kochend) beigegeben.
Bekannt ist Vietnam für Frühlingsrollen, die roh, gebraten oder frittiert gegessen und manchmal in Salatblätter eingewickelt werden. Die Füllungen sind regional und saisonal unterschiedlich und von lieblich-süßem bis zu scharf-herzhaftem Geschmack. Das Einrollen von auf dem Tisch bereitgestellten Zutaten in Reisteigblätter ist eine beliebte Art des Verzehrs: Kräuter, Salatblätter, Reisnudeln, Gemüsestreifen, ein ganzer selbst zerlegt gegrillter Fisch, in einer Art Feuertopf selbst gegarte Fleischstücke gehören zu den Zutaten. Eine „Eigenaktivität“ des Gastes, die im deutschsprachigen Raum von den Fondue-Varianten und Raclette bekannt ist, und der „Geselligkeits“-Wert solcher Zubereitungsarten im Vergleich mit der Popularität dieser „selbstgerollten“ Frühlingsrollen zeigen die Bedeutung gemeinsamen Essens in Vietnam.
Es gibt viele Arten von Nudelsuppen, die mit Gemüsen, Fleischstücken, Fisch oder Eiern entweder als Imbiss, zum Frühstück oder als ganze Mahlzeit gegessen werden. Die Zutaten dieser Suppen werden oft erst kurz vor dem Verzehr mit dem wässrigen Sud versetzt, weshalb die servierte Suppe abwechslungsreich, bissfest und vielseitig auf den Tisch kommt. Diese gehaltvollen aromatischen Suppen werden den ganzen Tag über, auch zum Frühstück, serviert. Eine typische Morgenspezialität Vietnams ist die Phở, eine Rinderbrühe mit Reisnudeln, die gerne als deftige Tagesbasis genommen wird, mit dünnen Rindfleischscheiben als Phở Bò oder mit Hühnchenfleisch als Phở Gà.
Exotisches findet sich ebenfalls, wobei der Verzehr teilweise in Vietnam offiziell verboten ist, jedenfalls müssen höhere Kosten veranschlagt und spezielle Restaurants aufgesucht werden. Gegessen wird fast alles: Schlangen, Schildkröten, Skorpione, Insekten und jede Sorte Wild. Eine Spezialität sind angebrütete Enteneier, genannt  Hột vịt lộn, was wortwörtlich übersetzt „verwechseltes Entenei“ bedeutet. Die Küche weist keine Nahrungstabus auf, jedoch gibt es juristische Verbote von Gerichten aufgrund von Artenschutzbestimmungen. Vor allem im ländlichen Bereich haben sich die in den langen Kriegsjahren und schweren Notzeiten gebildeten Kochgewohnheiten weitgehend erhalten. Alle genießbaren Pflanzen-, Fisch-, Meeresfrüchte- und Tierarten werden verwendet. Zu erwähnen ist insbesondere der „berüchtigte“ Verzehr von Hundefleisch (thịt cho, im Süden eher: thịt cầy). Restaurants annoncieren es meist schon außen, teils unter verschleiernden Bezeichnungen, der Genuss ist also vermeidbar. Gelegentlich in ganz Vietnam gegessen, gibt es besonders in Hanoi und Umgebung darauf spezialisierte Restaurants.
Die Essgewohnheiten werden von logistischen Faktoren bestimmt: während im Tiefland, besonders in und um die großen Zentren große Vielfalt an Lebensmitteln besteht, kann sich der Speiseplan in entlegenen Bergregionen, wie im Nordwesten, stark auf regional Verfügbares reduzieren. Während in Nha Trang vor Ort gebrautes Weizenbier zu ausgefallensten Meeresfrüchten genossen werden kann, stehen auf dem Speiseplan von Đồng Văn eher karge Gerichte mit Ziege oder Huhn und nach Markttagen wird eine für den europäischen Gaumen eher ungewohnte Suppe aus Pferdeinnereien angeboten. Bei aller Exotik ergeben sich viele europäische Einschläge. In den Straßen Ho-Chi-Minh-Stadts ist ein Baguette Bánh mì, belegt mit Leberpastete, Wurstscheiben, einem gerade zubereiteten Omelette und Gurkenstreifen, bei Vietnamesen beliebter als bei eher misstrauischen Touristen. Wenig weiter bereiten Köche im Straßenrestaurant, das kaum Touristen verköstigt, ein Makkaroni-Gericht mit dünnen Scheiben Schweineniere und Krabben zu, das ohne die Sojasauce nach Italien passen würde. In Konditoreien werden prachtvoll dekorierte Torten ausgestellt. Bäckereien bieten salzig oder süß gefüllte Backwaren an, von der Minipizza bis zum Schokoladen-Croissant. Für Touristen unerwartet finden sich auf dem Markt von Đà Lạt neben gehobelten, nicht gekochten Weiß- und Rotkrautköpfen Erdbeeren auch als Konfitüre und Kohlrabis liegen neben Bittermelonen. Artischocken sind ganzjährig zumindest in getrockneter Form als Tee erhältlich. Es gibt den Tee warm mit Sojamilch und zusammen mit Schmalzgebäck, für Bayern dem Ausgezogenen vergleichbar. Die vietnamesische Küche hat den Einfluss der ehemaligen Kolonialherren nicht einfach übernommen, sondern als Bausteine in die eigenen Speisen eingesetzt.

## Restaurants

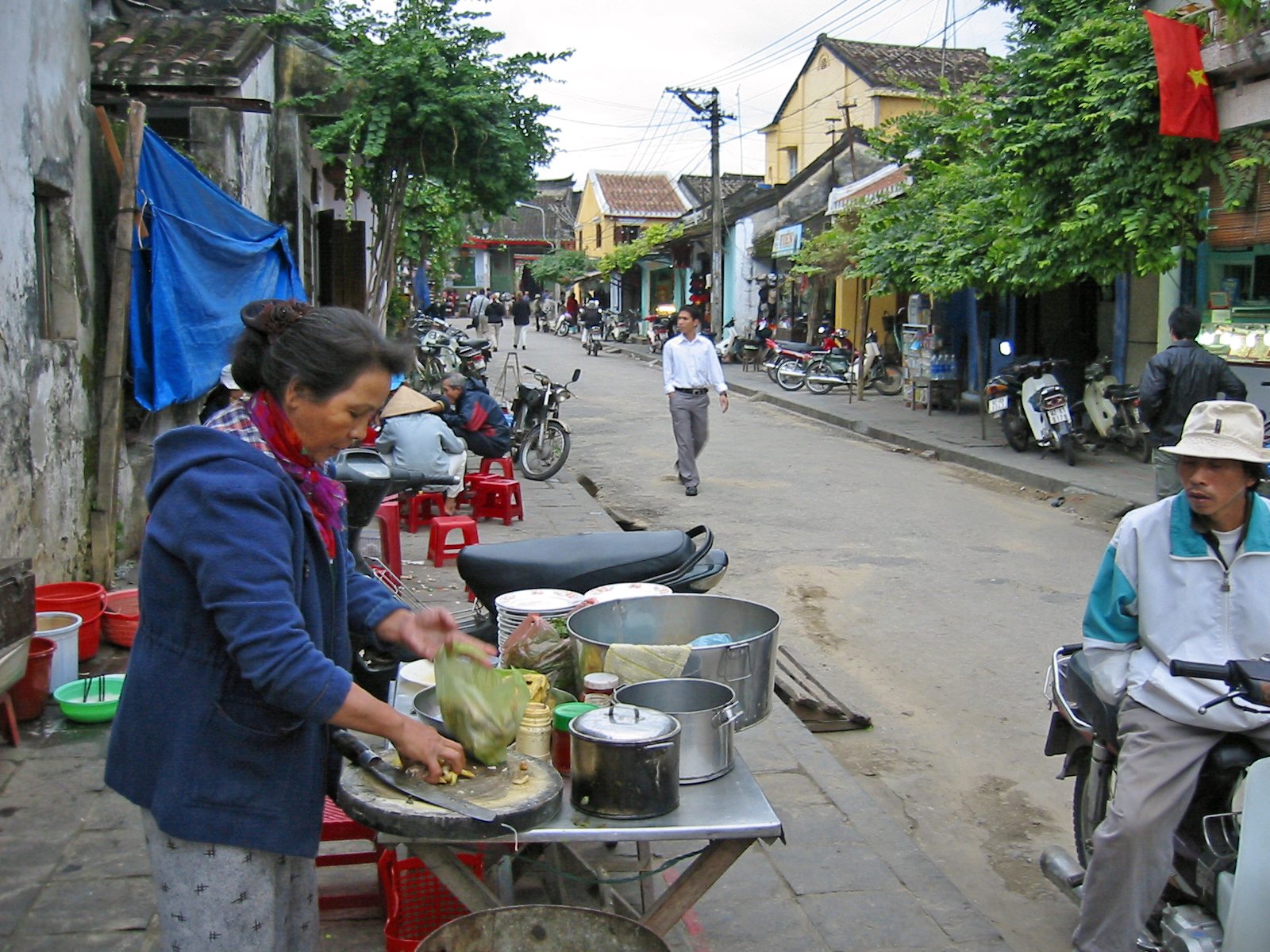
Garküche in Hội An
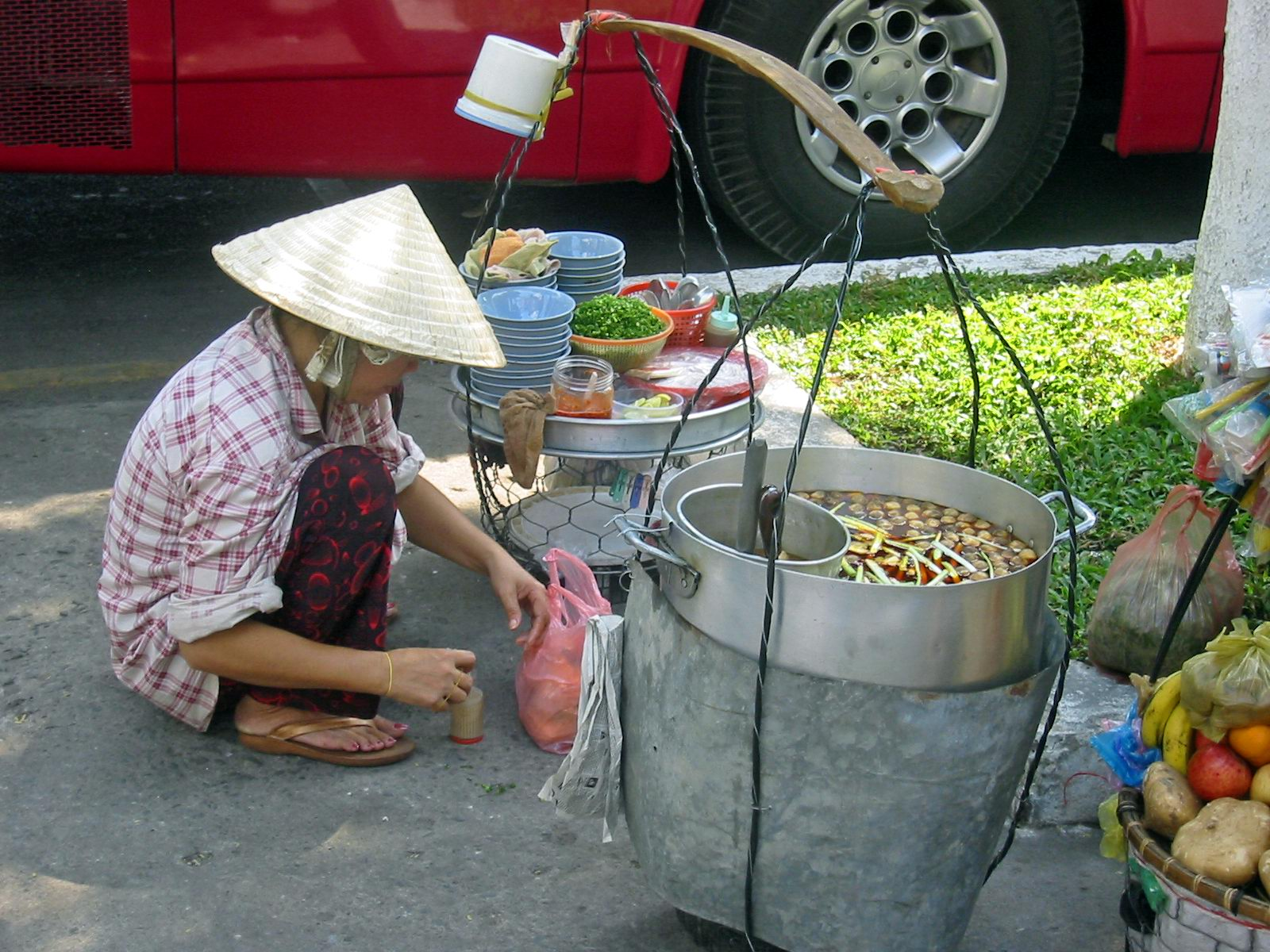
Mobile Nudelsuppen-Garküche in Ho-Chi-Minh-Stadt
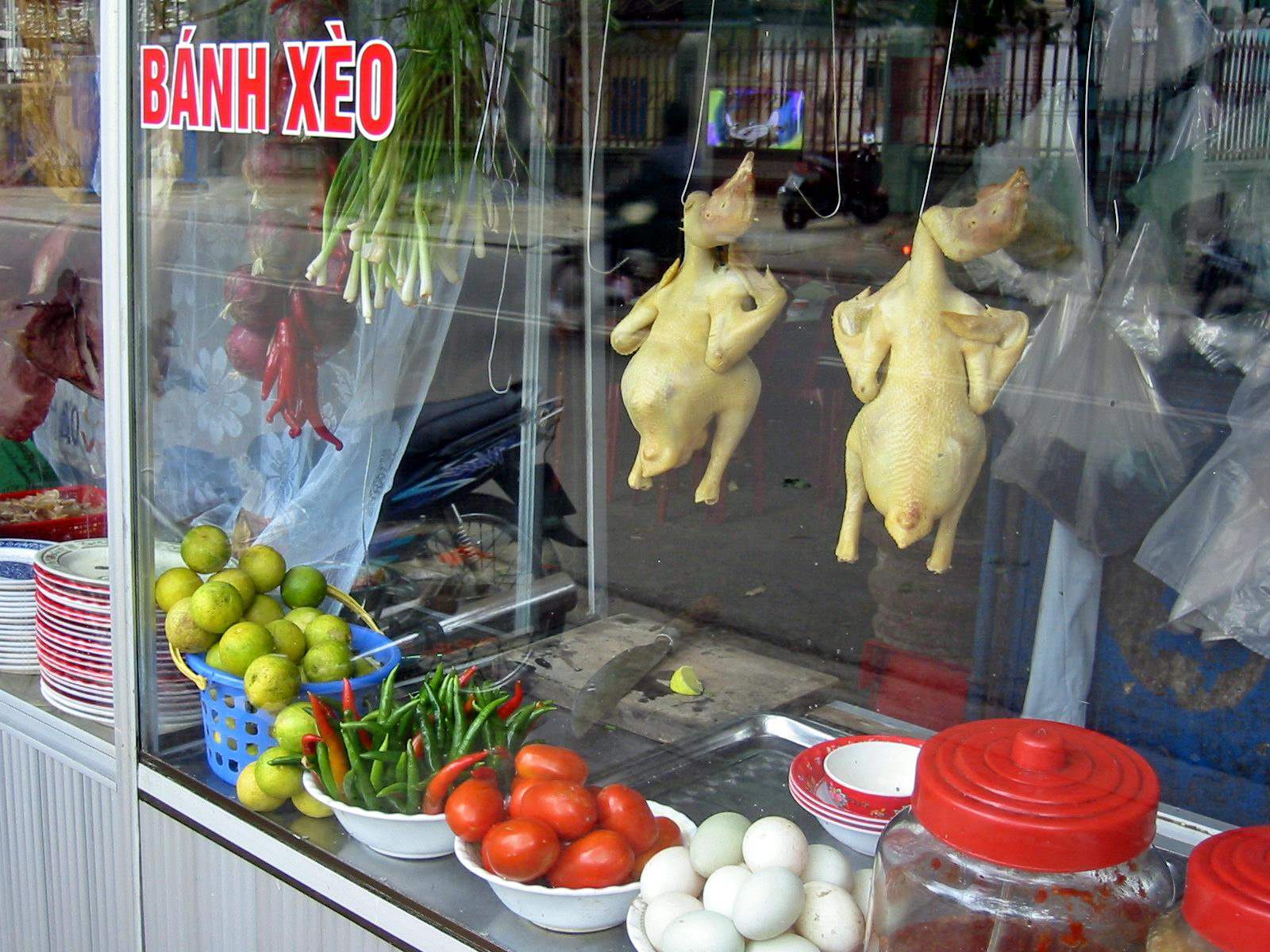
Garküche in Đà Nẵng

In Vietnam dominieren kleine Straßenstände, gekocht wird je nach Angebot des Koches oder Wünschen des Gastes. Der Gast nimmt auf Hockern auf der Straße oder in einem zur Straße offenen Raum Platz. Serviert wird direkt aus der Pfanne oder den Sudkesseln, die im Hintergrund brodeln. Die Straßenköche haben meist nur wenige Gerichte zur Auswahl und schließen, wenn die Zutaten ausgehen. Aufgrund der großen Zahl dieser Stände ergibt sich bis in die späten Abendstunden ein reichhaltiges Angebot.
Es gibt auch westlich orientierte Restaurants, jedoch meist nur in den Touristengegenden. Die etablierten Restaurants werden fast ausschließlich von Touristen oder den wenigen wohlhabenden Vietnamesen besucht. Sie haben westliche Gerichte im Angebot, die die gewohnten westlichen Geschmacksvorstellungen nicht immer treffen. Serviert werden hybride ansonsten landesuntypische Gerichte, reich an raffinierten Gemüse-Kombinationen, mitunter überladen mit massiven Fleischbeilagen.

## Getränke
Getrunken wird in Vietnam Tee, der allgegenwärtig ist und einen Großteil des im tropischen Klima benötigten Flüssigkeitsbedarfs der Menschen deckt. Mineralwasser spielt im Gegensatz zu den arabischen Kulturen eine vernachlässigbare Rolle und die typisch indischen Trinkwasserbrunnen sind unbekannt. Tee gibt es überall in unbegrenzter Menge, von Straßengeschäften über Einkaufsläden bis zu staatlichen Behörden. Im häuslichen Bereich bekommt der Gast traditionellerweise immer eine Tasse grünen Tees und es gilt als unhöflich, nicht wenigstens einen Schluck zu trinken. Die Schale wird immer wieder aufgefüllt, aber es wird jedoch nicht erwartet, alles Ausgeschenkte zu trinken. In Restaurants wird grüner Tee gratis serviert, aufgrund des Klimas immer kalt. Spezielle Teesorten müssen bezahlt werden. Darüber hinaus ist koffeinfreier Artischocken-Tee verbreitet, der aus einem Pulver-Zucker-Gemisch gebrüht wird. Dieser Tee ist allgemein verbreitet, doch er wird vor allem von Kindern getrunken.

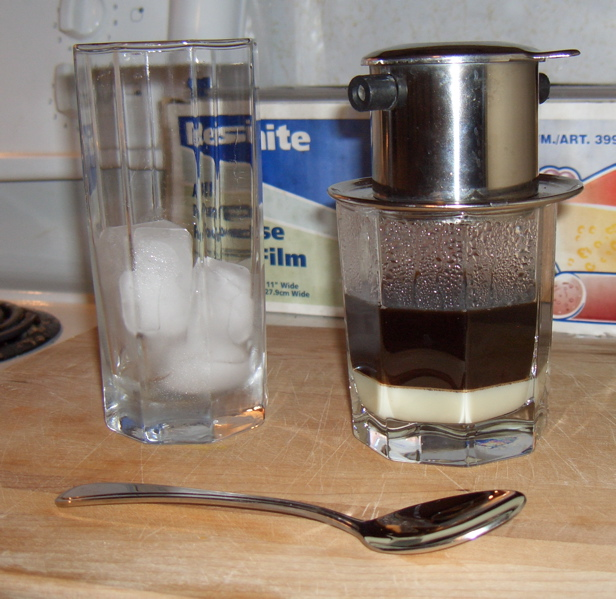
Cà phê auf gezuckerter Kondensmilch, sehr stark

Kaffee (Cà phê) wird in Vietnam viel getrunken. Vietnam ist mittlerweile der zweitgrößte Kaffeeproduzent der Welt. Fast ausschließlich werden für die Zubereitung Tassenfilter aus Blech benutzt, ein ursprünglich in Europa verbreitetes Verfahren. In dieser Ausprägung jedoch von anderen, einfacher zu bedienenden Verfahren (Filtertüten, Kaffeemaschine) oder Zubereitungsvarianten (wie Espresso) verdrängt. Der verwendete Kaffee weicht aufgrund eines eigenen Herstellungsverfahrens deutlich vom europäischen Geschmack ab, hat ein kakaoähnliches Aroma und wird in verschiedenen (herstellerabhängigen: „Nguyen“, höchste Stufe: 8) Qualitätsstufen gehandelt. Zum Kaffee wird oft eine Tasse (oder ein Glas) Tee gereicht. Die Darreichung kann gewählt werden: heiß/kalt, mit/ohne Milch (mit der eine ziemlich süße Kondensmilch gemeint ist): Cà phê đen nóng: „Kaffee schwarz heiß“ bis Cà phê sữa đá: „Kaffee mit Milch on the rocks“. Letztere Bezeichnung meint: der Kaffee aus dem Tassenfilter läuft in das mit Eiswürfeln (und evtl. Kondensmilch) gefüllte Glas. Für die heiße Variante wird unverlangt heißes Wasser zum Verdünnen gereicht, weil die Dosierung im Tassenfilter extrem ausfallen kann. Im Norden Vietnams kann diese Art der Kaffeekultur regional verschwinden, aber selbst dort ist zumindest Dosenware erhältlich, die den Touristen bekannter Ware gleicht.
Aus in Salz und Wasser eingelegten Limetten wird Chanh muối hergestellt und wird – mit Wasser aufgegossen – als salzige Limonade getrunken.
Bier wird unter Lizenz ausländischer Braukonzerne gebraut, es gibt vietnamesische Marken, deren Geschmack sehr typisch ist. Besonders in Hanoi verbreitet ist Bia hoi, ein lokal gebrautes, eher leichtes Bier, das fässerweise zum baldigen Endverbrauch in lokale Bierkneipen transportiert wird. Erhältlich sind fast überall die internationalen Marken Heineken, Tiger und Saigon-Bier, wobei das Saigon-Bier leicht vom westlichen Geschmack abweicht. Bier wird aus geräumigen Gläsern mit riesigen Eisstücken serviert, wenn nicht gleich aus der Flasche getrunken. Ist das Eis im Glas geschmolzen, wird vielerorts direkt nachgeschenkt. Die lokalen Biersorten, beispielsweise Ba Ba Ba (333), sind auf Basis von Reis gebraut.
Höherprozentiges gibt es auch, wie den bekannten Schlangenschnaps, der als alkoholischer Aufguss auf einem in einer Flasche gefangenen Schlangenkörper (verschiedener Arten) eher einem sonderbaren Likör gleicht und für den europäischen Gaumen gewöhnungsbedürftig ist. Die Schlangen werden nach dem Leeren der Flasche erneut aufgegossen. Er gilt in Vietnam als betont männlich und potenzfördernd, ohne dass es einen wissenschaftlichen Nachweis gibt. In Apotheken sind alkoholische Aufgüsse von Körperteilen anderer Tiere erhältlich. In den Städten Vietnams sind fast alle international vertriebenen herkömmlichen Alkoholika erhältlich, jedoch teuer.
Ein klassischer Familienbetrieb in Vietnam ist eine Destille für Reisschnaps, der normalerweise in eine Alkoholkonzentration von etwa 25 % aus Reismaische einfach durchdestilliert wird, das leicht trübe Resultat (happy water) wird nicht im offiziellen Handel veräußert, sondern vor der Haustür.

## Früchte und Süßwaren
Beliebte Früchte sind Jackfrucht, Mangostane, Sauersack, Longiane, Durian, Guave, Lychee, Drachenfrucht und die Kokosnuss. Im ländlichen Bereich viele Beeren- und Baumfrüchte, die in Europa gänzlich unbekannt sind, gezuckerte Gemüse sind üblich. Sie bilden im Trockenbereich den Übergang zu den Süßwaren, die fruchtbasiert sind. Fett- oder zuckerreiche Süßigkeiten wie Schokoriegel oder Zuckerbonbon sind nur in den Städten erhältlich, aber auch nicht sonderlich beliebt. Manche Obstsorten, wie die Mango, werden gern unreif mit etwas Salz verspeist oder in Salzwasser eingelegt.
Die vietnamesische Süßwarenindustrie stellt eine Vielfalt verschiedener Sorten an Weichbonbon bereit, die Eiweißschaum, Nüsse oder Trockenfruchtkomponenten enthalten und typischerweise in Esspapier eingewickelt sind, nach Entfernen der Umverpackung mitsamt dem fest anhaftendem Papier zu verspeisen. Die Geschmackstypen sind dabei meist fein ausgerichtet und wirken auf den europäischen Gaumen dezent und unaufdringlich, gelegentlich herb oder exotisch kräuterhaft. Die reinen Sesamriegel, eine einfache Zubereitung aus Körnern und Hart-Gelatine, sind als One-Bite oder als feste Tafel mit Sollbruchlinien im Handel. Kakao-Produkte, Glasuren für Gebäck oder Marzipanprodukte, verkäste Milch-Süßspeisen wie Joghurt- und Quarkzubereitungen sind unüblich. Gewürze wie Zimt, Koriander und Anis, die in Europa vor allem für Süßprodukte Verwendung finden, werden in Vietnam vornehmlich deftigen Fleischspeisen zugegeben und kommen bei Süßwaren kaum vor.